# Cryptoblepharus novohebridicus
Cryptoblepharus novohebridicus (новогебридський змієокий сцинк) — вид сцинкоподібних ящірок родини сцинкових (Scincidae). Ендемік Вануату.

## Поширення і екологія
Новогвінейські змієокі сцинки мешкають на островах архіпелагу Нові Гебриди, за винятком островів Торрес і Бенкс. Вони живуть в прибережних районах, в лісах і чагарникових заростях, на пляжах, серед вапнякових скель. Відкладають яйця.